# Г (паровоз)
Паровоз Г — российский пассажирский паровоз, выпускавшийся Брянским и Харьковским заводами. Был создан для замены менее мощных паровозов серии А. Так как паровозы Г строились вместе с товарными серии Ш, то на них были установлены такие же котлы и паровые машины. В целом паровозы Г получились относительно тяжёлыми: нагрузка от движущих осей на рельсы достигала 17 тс. Из-за этого они эксплуатировались лишь на Владикавказской и Китайско-Восточной железных дорогах. На участке Туапсе - Адлер паровозы Г заменили танк-паровозы Ъ. Паровозы Ъп работали на этом участке с 1936 года.